# Biporodesmus austrocrucis
Biporodesmus austrocrucis är en mångfotingart som beskrevs av Hoffman 1969. Biporodesmus austrocrucis ingår i släktet Biporodesmus och familjen Chelodesmidae. Inga underarter finns listade i Catalogue of Life.